# Jordanoleiopus bifuscoplagiatus
Jordanoleiopus bifuscoplagiatus là một loài bọ cánh cứng trong họ Cerambycidae.